# Ваннзее (район Берліна)
Ваннзее — район у берлінському районі Штегліц-Целендорф, який розташований на крайньому південному заході міста.
Район, який в основному розташований між озерами, є популярним місцем екскурсій для багатьох берлінців і туристів. Основний район — острів Ваннзее. Сьогодні до нього можна дістатися через п'ять мостів: Ванзе-Брюке, Альзен-Брюке, Губертус-Брюке, Парк-Брюке та Глінікер-Брюке. Невелика частина цього «острова Ваннзее», поселення Кляйн Глініке, належить Потсдаму.
Район включає, серед іншого, місцевості Хекесхорн, Круггорн, Альбрехтс-Терофен, Кольхазенбрюк і Штайнштюкен, а також Пфауенінзель і головне поселення Штольпе з історичним центром округу, а також колишні віллові колонії Альзен і Ваннзее.

## Розташування
Ваннзее є крайньою західною точкою району Штегліц-Целендорф, а отже, і Берліна.
Район оточений на півночі та заході Гафелем, на сході — Великим Ваннзее, а на півдні — ланцюгом озер, які називаються Грібніц-канал і Грібніцзе. Грібніцканал із найвідомішим озером Кляйнер-Ваннзее з'єднує Велике Ваннзее з Грібніцзе, яке на сході з'єднується з Тельтовканалом. Західна частина Грібніцзее з'єднана з Гафелем через озеро Глінікер, приблизно на рівні мосту Глінікер. У районі Гафеля на захід від Ваннзее домінує Юнгфернзее, яке продовжує розширюватися на північний захід.
Сьогодні федеральна автомагістраль 1, яка проходить у напрямку схід-захід, проходить через центр Ваннзее, де розташований сьогоднішній центр поселення.
Ваннзее вкрите лісом на півночі та заході, що, по суті, становить територію Європейського пташиного заповідника Westlicher Düppeler Forst.

## Водні об'єкти
Водні об'єкти на заході від Берлінського лісу:
- Кальбервердер (острів)
- Пфауненінсель (острів)
- Мурлейк
- Юнгфернзее
- Гафель з Гавелек

Водні об'єкти на сході:
- Велике Ванзее
- Ойленбрух
- Хекешорн на Великому Ванзее

Водні об'єкти на півдні:
- Мале Ваннзее

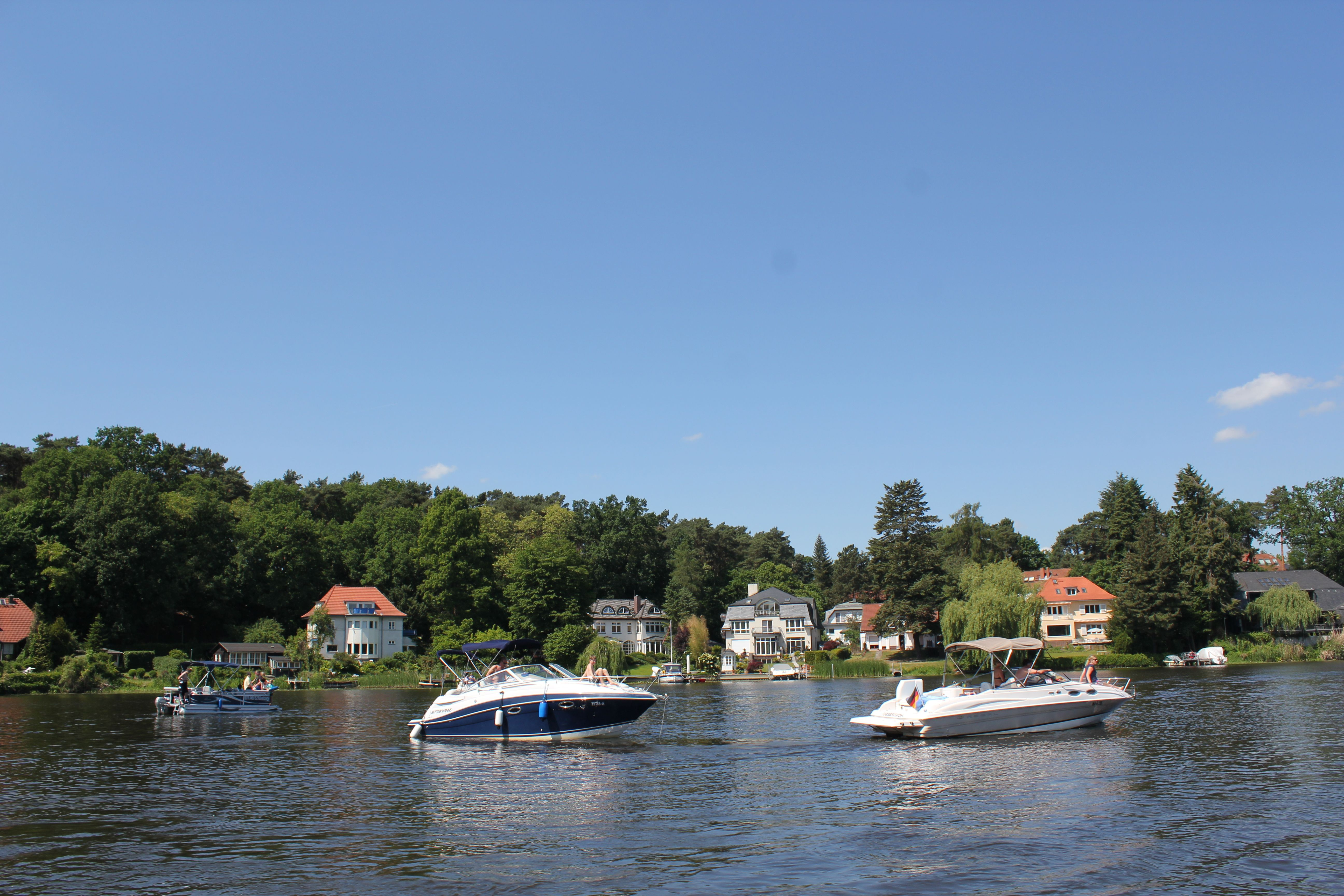
Штольпхензее

- Татарентейх і Татаренграбен з витоком до Малого Ванзее
- Полензее
- Грібніцканал між Поле- та Штольпхензее, а також Принц-Фрідріх-Леопольд-канал від Штольпхензее до Грібніцзее
- Штольпхензее
- Тельтовканал
- Грібніцзее
- Глінікерзее

## Історія

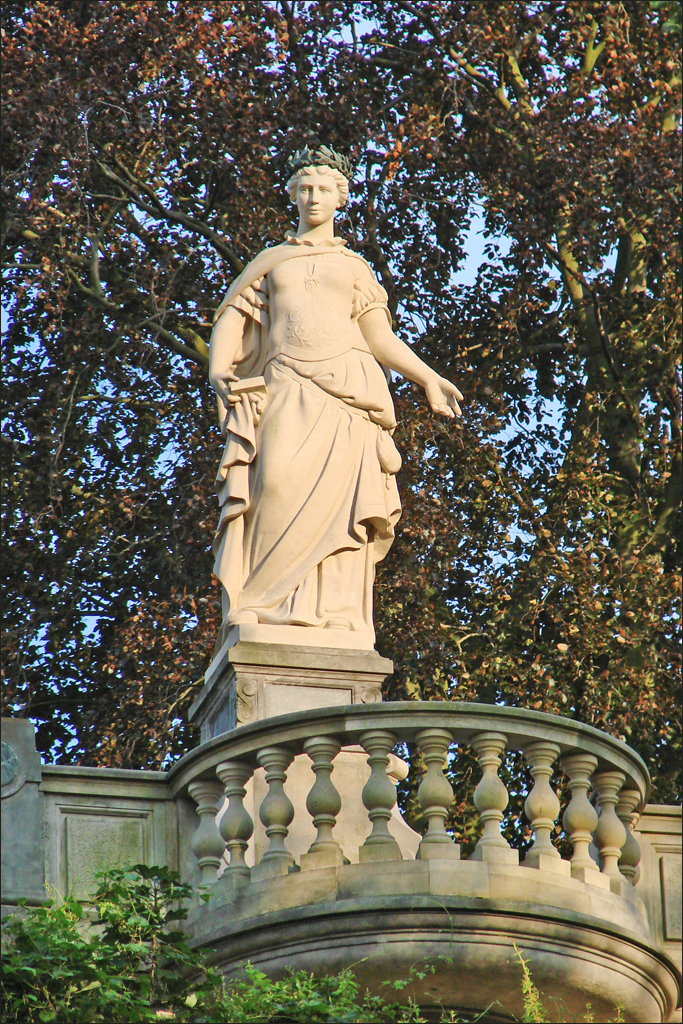
Борусія, алегорія Пруссії на берегах Великого Ваннзее

Найстарішим осередком поселення є маленьке село Штольпе (район навколо Вільгельмплац). Воно має середньовічне походження. У другій половині XIX століття береги Великого Ваннзее стали популярними серед заможного середнього класу, й територія почала активно розвиватися. З 1870 року у Ваннзее виникла культурна ландшафтна зона, яка не мала рівних в часи Німецької імперії та Веймарської республіки. У цей період було побудовано багато розкішних вілл, з яких сьогодні залишилось лише кілька.
У часи індустріалізації багато берлінців почали переїжджати з центру міста на околиці. На той момент територія навколо села Штольпе була ще в основному незаселеною. У 1863 році Вільгельм Конрад, природолюб, успішний банкір і директор Берлінської торгової компанії, придбав корчму Stimmings Krug. Згодом він збільшив свої земельні володіння до 320 акрів. У 1870 році Конрад вирішив знести корчму і на її місці побудувати віллу Альзен. Ця вілла стала стартовою точкою для подальшого заселення та заснування колонії Альзен.
Вільгельм Конрад уявляв собі мистецький комплекс вілл, схожий на найсучасніші берлінські віллові колонії, але розташований у парковій місцевості, оточеній водами озер Гафеля. Вчений і директор берлінського садівництва Густав Майєр, учень Петра-Йозефа Ленне, був найнятий для розробки плану. Згідно з ним центр колонії був спланований як іподром, через який проходила Königstraße по довгій осі. Конрад знайшов покупців для численних ділянок, жодна з яких не була меншою за один пруський акр (180 квадратних рутенів, що відповідає 2553 м²). Через два роки після того, як він оселився у віллі Альзен, у колонії вже проживали 64 поселенці, які оселились у дванадцяти нових віллах.
З 1874 року почалося заселення уздовж східного берега Великого Ваннзее. Принц Фрідріх Карл, як власник земель, продавав окремі ділянки, зокрема виробникам петролеумних ламп Ернсту Вільду та Фрідріху Вільгельму Веселю. Вілли, які були побудовані в колонії Ваннзее, часто були навіть більші за ті, що в колонії Альзен на протилежному березі.
Щоб привернути додаткову аудиторію для поселення в колоніях, необхідно було створити ефективну інфраструктуру. У 1874 році за бажанням Конрада, попри сильний опір, була запущена залізнична лінія між Берліном і Ваннзее. Крім того, залізниця продовжувала свій шлях до Потсдама. У народі в Берліні нову залізничну лінію почали називати «Ваннзеебан» або «Банкірський потяг». Завдяки цьому час в дорозі з центру Берліна до колонії скоротився до лише 20 хвилин. У 1878/1879 роках було побудовано залізничне сполучення Берлін–Бланкенхайм через Ґруневальд до Ваннзее на захід, яке через кілька років отримало більше значення в місцевих перевезеннях завдяки підключенню до Берлінської міської залізниці через Шарлоттенбург.
У 1898 році сільська громада Штольпе, що належала округу Тельтов, була перейменована на Ваннзее. Після приєднання до Великого Берліна в 1920 році, Ваннзее стало частиною району Целендорф, а з 2001 року — частиною новоутвореного району Штегліц-Целендорф.
Важливі дати
1299: Перша документальна згадка про село Штольпе
1660: Будівництво першого мосту Глініке
1869: Заснування колонії Альзен
1874: Відкриття Ванзейської залізниці
1879: Відкриття залізничної лінії Берлін–Бланкенхайм
1898: сільська громада Штольпе перейменована на Ваннзее
1901: Відкриття Тельтовканалу
1920: Ваннзее включено до району Целендорф Великого Берліна
1942: Ванзейська конференція (термін, введений після Другої світової війни) у колишній віллі Марлієр, організована націонал-соціалістами для планування так званого «остаточного вирішення єврейського питання»
1945—1990: Ваннзее належить до американського сектора Берліна
1961: Будівництво Берлінської стіни, до поселення Штайнштюкен можна потрапити лише за перепусткою; міст Глініке буде закрито
1972: Територіальний обмін між Берлінським сенатом і НДР; Штайнштюкен отримує наземний шлях до Kohlhasenbrück
1989: Падіння Берлінської стіни; міст Глініке буде знову відкритий для руху
1999: 700-річчя Штольпе

## Населення
| Рік  | Населення |
| ---- | --------- |
| 1858 | 00.502    |
| 1871 | 00.626    |
| 1880 | 00.760    |
| 1890 | 01.263    |
| 1900 | 2.378     |
| 1910 | 2.539     |
| 1919 | 3.980     |

| Рік  | Населення |
| ---- | --------- |
| 1930 | 04.886    |
| 1938 | 05.527    |
| 1946 | 06.963    |
| 1950 | 07.933    |
| 1960 | 08.069    |
| 1970 | 08.302    |
| 1987 | 10.274    |
| 2000 | 09.438    |

| Рік  | Населення |
| ---- | --------- |
| 2007 | 09.069    |
| 2010 | 09.298    |
| 2015 | 09.764    |
| 2020 | 10.126    |
| 2021 | 10.122    |
| 2022 | 10.343    |
| 2023 | 10.237    |

## Пам'ятки та культура
Будівельні ансамблі
На Великому і Малому Ваннзее
На західному березі Великого Ваннзее (Am Großen Wannsee 56–58) знаходиться будинок Ванзейської конференції, де в 1942 році була організована та спланована депортація та вбивство європейських євреїв. Сьогодні будинок є меморіально-просвітницьким центром. Після реконструкції вілли Лібермана літній будинок художника Макса Лібермана був відкритий як музей 30 квітня 2006 року. Далі вздовж вулиці Am Großen Wannsee розташована територія колишньої школи повітряних нальотів Рейху, спроектованої архітектором Едуардом Йобстом Сідлером (1938/1939). На плато на березі озера біля Хекесхорна, де колонія Альзен зливається з лісом Дюппель, знаходиться цинкова копія лева Ідштедта 1874 року, відреставрована в 2005 році.
Село Штольпе
У центрі села Штольпе знаходиться церква на Штольпхензее, побудована за планами учня Шінкеля Фрідріха Августа Штюлера в 1858/1859 роках, а також найстаріша будівля у Ванзее, яка з 1980 року відкрита як Ванзейська галерея.
Пруські замки і сади
Ваннзее є частиною культурного ландшафту замків і садів Потсдама та Берліна, які входять до списку Всесвітньої спадщини ЮНЕСКО.
На заході є два замки, замок Глініке та мисливський будиночок Глініке, які розташовані в парку Кляйн-Глініке.
Замок Пфауенінзель розташований на острові Пфауенінзель (Павичий острів), палац для відпочинку в романтичному стилі руїн, який був замовлений Фрідріхом Вільгельмом II у XVIII столітті як спільне місце для відпочинку для нього та його коханки, графині Ліхтенау.
Замок оточений англійським ландшафтним парком, який охоплює весь острів.
Окремі об'єкти
Могили
На східному березі Малого Ваннзее знаходиться могила Генріха фон Кляйста. На Новому цвинтарі можна знайти могили фізика Германа фон Гельмгольца, лікаря Фердинанда Саурбруха та лауреата Нобелівської премії з хімії Еміля Фішера. На старому цвинтарі Ваннзее на вулиці Фріденштрассе поховані архітектор Ганс Пельціг та кучер Густав Хартманн, який здобув популярність завдяки своїй протестній поїздці в 1928 році до Парижа проти занепаду возової справи, він став відомий як «Залізний Густав».
Глінікер-Брюке
Глінікер-Брюке — це міст через річку Гафель, що з'єднує Берлін і Потсдам, проходячи через федеральну дорогу 1, з'єднуючи Königstraße з Берлінською вулицею в передмісті Потсдама.
Нікольське
Неподалік від Пфауенінзель знаходиться церква Святого Петра та Павла в Нікольському, яка складається з однойменного зрубу Нікольське з прилеглими будівлями, церкви, колишньої Королівської вільної школи та цвинтаря Пфауенінзель.
Навколишній ліс є зареєстрованою садово-парковою пам'яткою. Нікольське було засновано на честь державного візиту пруської принцеси Шарлотти, доньки тодішнього короля Фрідріха Вільгельма III, разом з її чоловіком, російським принцом Ніколаєм, який згодом став царем, і було названо на його честь (Нікольське — означає «належить Ніколаю»).
У зрубі і сьогодні діє екскурсійний ресторан.
- На північ від федеральної дороги 1 знаходиться друга за висотою вежа Берліна — телекомунікаційна вежа Берлін-Шеферберг.
- Вертодром Steinstücken
- Вілла лауреата Нобелівської премії Еміля Фішера